# Edie Sedgwick
Edith Minturn Sedgwick, detta Edie (Santa Barbara, 20 aprile 1943 – Santa Barbara, 16 novembre 1971), è stata una modella e attrice statunitense, nota per essere una delle ragazze portate alla fama dall'artista Andy Warhol negli anni sessanta.
Sedgwick si separò da Warhol e il collettivo della Factory nel 1966 tentando una carriera indipendente ma la sua salute mentale deteriorò (anche a causa delle sue dipendenze e dei suoi disturbi dell'alimentazione) mentre stava tentando di ultimare il film Ciao! Manhattan. Sedgwick riuscì a disintossicarsi dalle droghe e dall'alcol dopo aver incontrato il suo futuro marito Michael Post, riuscendo a ultimare le riprese di Ciao! Manhattan solo all'inizio del 1971. Post e Sedgwick si sposarono nel luglio del 1971; morì quattro mesi dopo per un'overdose, a 28 anni.

## Biografia
Figlia di Francis Minturn Sedgwick e Alice Delano De Forest, cugina di secondo grado dell'attrice Kyra Sedgwick, Edie crebbe in un ranch nei pressi di Santa Barbara in una famiglia numerosa. Le venne dato il nome della zia di suo padre, Edith Minturn Stokes, la quale posò come modella per un celebre dipinto insieme a suo marito, Isaac Newton Phelps Stokes per il pittore John Singer Sargent.
Nell'autunno del 1963, dopo esser stata ricoverata per (anoressia nervosa), si iscrisse all'università di Cambridge. L'anno seguente si trasferì a New York, a Manhattan, dove ebbe una liaison con il cantautore Bob Dylan.
Musa di Andy Warhol, conobbe l'artista nel gennaio del 1965 e fece parte della sua Factory approssimativamente dal marzo 1965 al 1967, periodo in cui, oltre a posare per Life nel settembre del 1965 e per Vogue nel marzo del 1966, girò parecchi film di Warhol come attrice. Il primo è Kitchen del 1965 e l'ultimo è Ciao! Manhattan, un film sperimentale di cui era protagonista nella parte di sé stessa; iniziato nell'aprile del 1967 fu interrotto poco dopo per problemi di budget e di una produzione caotica.
Pochi mesi dopo la Sedgwick ritornò in California per l'aggravarsi del suo stato di salute e fu ricoverata più volte in vari ospedali psichiatrici. Nell'agosto del 1969 nel reparto psichiatrico del Cottage Hospital conobbe Michael Post, con cui si sposò il 24 luglio 1971. Quattro mesi dopo, la mattina del 16 novembre 1971, il marito trovò il cadavere di Edie Sedgwick, morta di overdose di barbiturici.

## Filmografia
- Kitchen (1965)
- Space (1965)
- Screen Test No.2 (1965)
- Vinyl (1965)
- Restaurant (1965)
- Poor Little Rich Girl (1965)
- Beauty No.2 (1965)
- Outer and Inner Space (1965)
- **** (noto come the Four Star Movie, 1965)
- Chelsea Girls (1966)
- Diaries, Notes and Sketches (1966)
- The Andy Warhol Story (1967)
- Ciao! Manhattan (1967)

## Omaggi e citazioni
- Sulla vita e parabola artistica di Edie Sedgwick il film Factory Girl del 2006, per la regia di George Hickenlooper, in cui l'attrice è impersonata da Sienna Miller.
- Il gruppo musicale The Cult scrisse una canzone sulla sua vita chiamata Edie (Ciao Baby), pubblicata nell'album Sonic Temple del 1989.
- Alla figura di Edie Sedgwick sono ispirati i brani Femme Fatale dei The Velvet Underground e Girl in a Million dei The Dream Academy e "Like a Rolling Stone" di Bob Dylan.
- Une enfant du siècle, quarto album della cantante francese Alizée, è un concept album sulla vita dell'attrice, alla quale Alizée aveva dedicato anche la canzone Fifty Sixtydel terzo album Psychédélices.
- Nell'album del 1985 Cinéma Vérité la band statunitense Dramarama utilizza una sua foto come copertina e spezzoni del film Ciao, Manhattan! per il videoclip di Anything, Anything (I'll Give You), brano portante dell'album. L'album contiene inoltre anche una cover di Femme Fatale dei The Velvet Underground, a lei ispirato.
- Edie è stata citata nella canzone Andy Warhol's Dead dalla band britannica Transvision Vamp.